# Chiesa di San Martino (Langhirano)
La chiesa di San Martino è un luogo di culto cattolico dalle forme neoclassiche, situato in strada di Arola 16 ad Arola, frazione di Langhirano, in provincia e diocesi di Parma; è sede di una parrocchia compresa nella zona pastorale della città.

## Storia
La chiesa, progettata probabilmente dall'ingegner Soliani, fu costruita tra il 1858 e il 1860 su interessamento della duchessa reggente di Parma Luisa Maria di Borbone, per sostituire l'antica pieve adiacente al cimitero, crollata nel 1818 a causa di un terremoto; la struttura fu edificata per comodità in prossimità del borgo, in posizione pressoché pianeggiante.
Nel 1937 furono restaurate le cappelle laterali.
Nel 1955 furono avviati importanti lavori di risistemazione del luogo di culto: fu realizzato un nuovo pavimento, furono risistemati il coro e il battistero, fu ricostruito il tetto, furono rifatti tutti gli intonaci e furono decorati gli interni; le opere furono completate nel 1958.
Il 9 novembre del 1983 un terremoto causò alcuni danni alla chiesa, che nel 1985 fu consolidata strutturalmente e risistemata nelle cappelle.
Nel 2012 furono ristrutturate le facciate.

## Descrizione

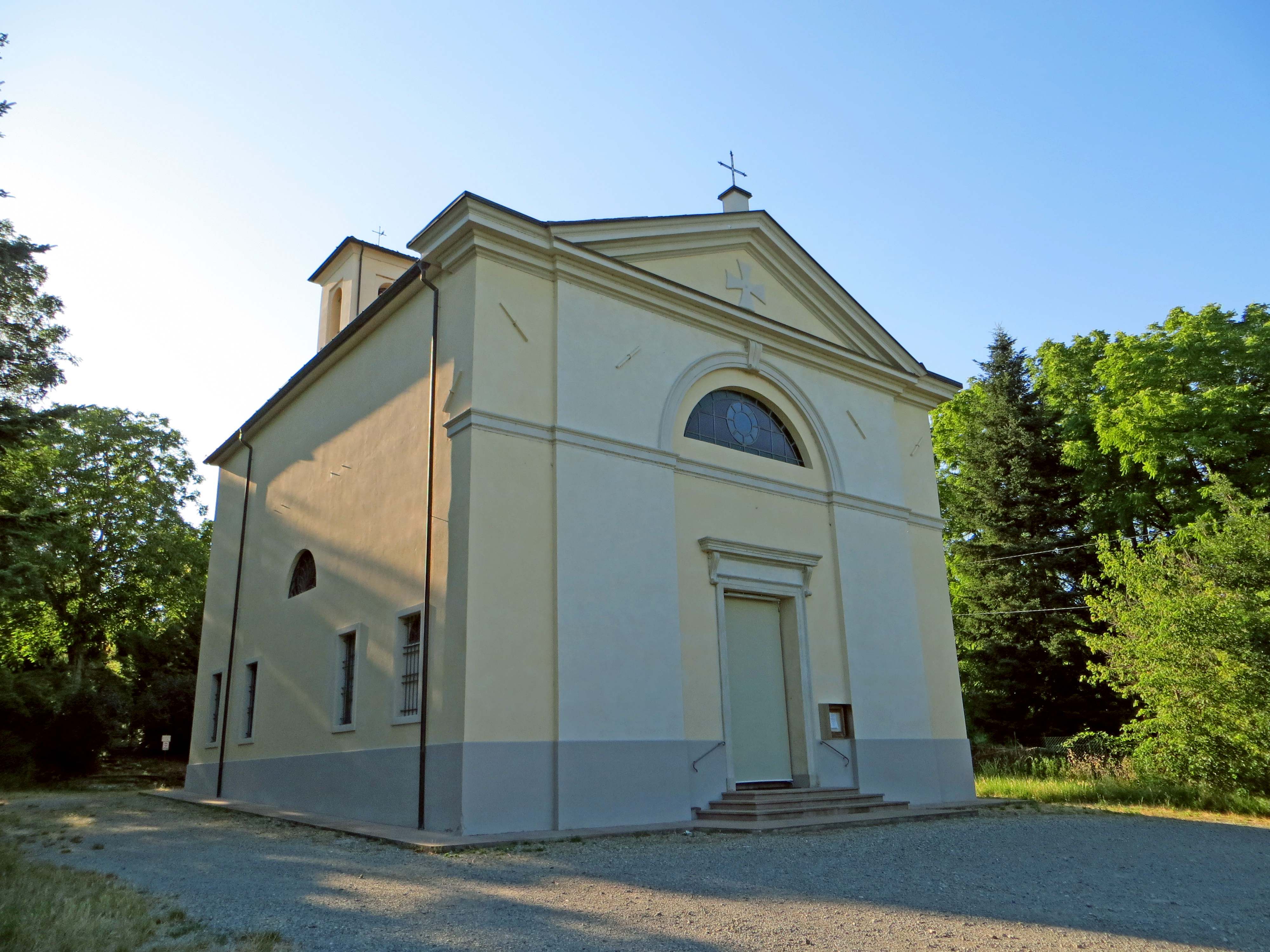
Facciata e lato nord

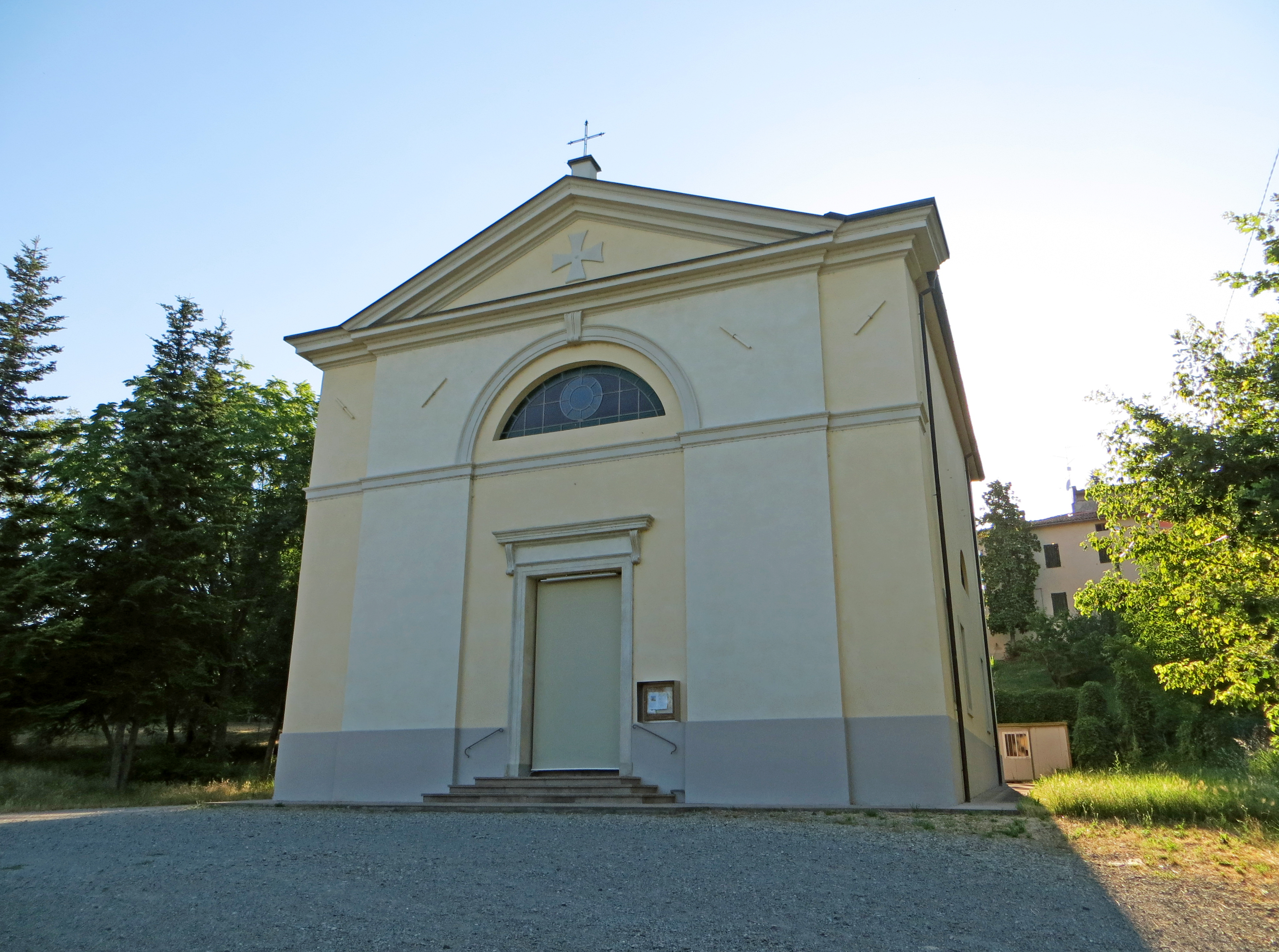
Facciata

La chiesa si sviluppa su un impianto a navata unica, con presbiterio absidato e due cappelle laterali.
La simmetrica facciata, interamente intonacata, è suddivisa orizzontalmente in due parti da una cornice marcapiano in aggetto; nel mezzo è posizionato il portale d'ingresso, delimitato da cornice in pietra e architrave superiore; ai lati si elevano due larghe lesene, collegate in sommità da un'ampia arcata a tutto sesto che inquadra il finestrone centrale a lunetta; a coronamento si innalza nel mezzo un frontone triangolare con cornice modanata, al cui centro si staglia un altorilievo raffigurante la croce di Malta.
I fianchi presentano una serie di finestroni rettangolari, mentre sul retro si erge, nel mezzo dell'abside, il campanile a base quadrata, suddiviso orizzontalmente da due fasce marcapiano; la cella campanaria si affaccia sui quattro lati attraverso aperture ad arco a tutto sesto.
All'interno la navata è coperta da volta a botte decorata con affreschi, rappresentanti un cielo stellato e, sui bordi, una serie di medaglioni con figure di santi; sui fianchi, scanditi da lesene a sostegno del cornicione perimetrale, si aprono attraverso ampie arcate a tutto sesto le due cappelle laterali.
Il presbiterio absidato, lievemente sopraelevato, è coronato da catino ornato con l'affresco rappresentante Gesù Cristo benedicente affiancato da due angeli; l'ambiente è illuminato da due alte monofore, che affiancano la pala d'altare raffigurante le Scene della vita di san Martino, dipinta da Pier Antonio Bernabei nel 1602 e sopravvissuta al crollo della pieve di San Martino.